# Architettura futurista

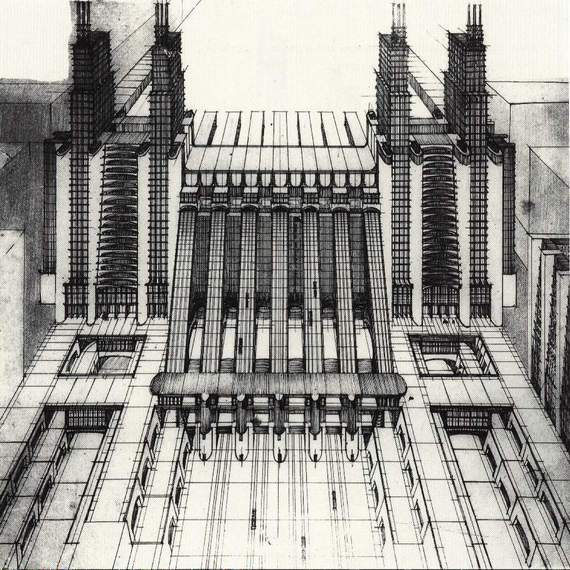
Prospettiva tratta da La Città Nuova di Sant'Elia, 1914.

L'architettura futurista è la denominazione di una forma di architettura della prima metà del Novecento teorizzata in Italia, caratterizzata da forte innovazione tecnica e formale, anti-storicismo, esasperato cromatismo, utilizzo di linee dinamiche, volta nel suo insieme a suggerire un'idea di velocità, movimento, urgenza e lirismo. 

Essa rappresentava uno dei principali settori di interesse del Futurismo, il movimento artistico fondato dal poeta Filippo Tommaso Marinetti, firmatario del Manifesto Futurista nel 1909 che coinvolse poeti, musicisti ed artisti (come Boccioni, Balla, Depero e Prampolini) ma anche architetti. Tra i temi dei futuristi vi erano il culto dell'età delle macchine e la glorificazione della guerra e della violenza intesi come impulso vitalistico al rinnovamento.

Antonio Sant'Elia è stato l'architetto che meglio ha rappresentato la visione futurista in una forma urbana.

## Storia

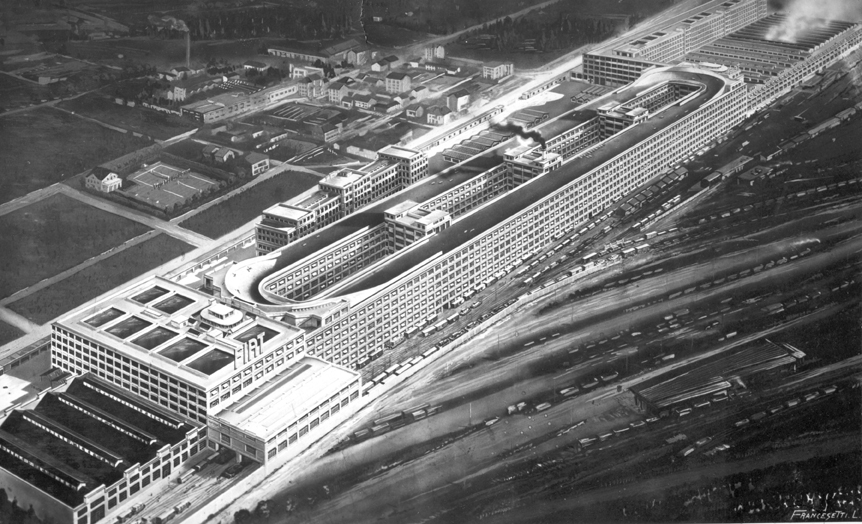
La fabbrica del Lingotto di Torino, con la sua pista di prova sul tetto, fu indicata nel "Manifesto Futurista dell'architettura aerea" del 1934 come la "prima invenzione costruttiva futurista" in architettura.

Nel 1912, tre anni dopo il Manifesto Futurista di Marinetti, Antonio Sant'Elia e Mario Chiattone presero parte alla mostra sulle Nuove Tendenze a Milano. Nel 1914 il gruppo presentò la sua prima esposizione con un "Messaggio" di Sant'Elia, che in seguito, con il contributo di Filippo Tommaso Marinetti, diventò il Manifesto dell'Architettura Futurista. Anche Boccioni lavorò in quegli anni su un manifesto simile, mai pubblicato, ritrovato tra le carte di Marinetti dopo la sua morte.
Negli anni successivi si susseguirono da parte di esponenti futuristi numerosi manifesti ed articoli che trattavano il tema della nuova architettura, spesso in chiave polemica con i sostenitori della matrice classicista, mentre ben poche furono le costruzioni da essi effettivamente realizzate. Tra questi testi alcuni emergono soprattutto in virtù del ruolo preminente svolto da alcuni artisti e architetti all'interno del movimento: tra di essi gli scritti di Enrico Prampolini, il Manifesto dell'Architettura Futurista–Dinamica pubblicato nel 1920 da Virgilio Marchi ed il Manifesto dell'Arte Sacra Futurista di Fillia (Luigi Colombo) e Filippo Tommaso Marinetti, pubblicato nel 1931.
Il 27 gennaio 1934 fu pubblicato l'ultimo manifesto futurista relativo a temi architettonici, il Manifesto dell'Architettura Aerea, redatto da Marinetti, Angiolo Mazzoni e Mino Somenzi, che spostava il tema della nuova progettazione verso una scala urbanistica seppur in chiave visionaria. Nell'introduzione si elencavano quale "prima invenzione costruttiva futurista" il Lingotto di Torino, a cui seguivano le opere di architettura di artisti futuristi: il Padiglione pubblicitario per l'editore Treves di Fortunato Depero, il Padiglione futurista a Torino (1928) e il Padiglione a tema aeronautico alla V Triennale di Milano (1933) di Enrico Prampolini, il Padiglione coloniale di Guido Fiorini all'Esposizione di Parigi (1931) e le sue successive "tensistrutture", il Palazzo postelegrafonico e la stazione di Littoria (attuale Latina) e la Colonia marina di Calambrone di Angiolo Mazzoni.
A seguito della morte di Marinetti (1944), principale animatore e mecenate, e della fine della seconda guerra mondiale (1945), il movimento futurista si dissolse, subendo per qualche decennio una sorta di ostracismo culturale a seguito delle sue connessioni con il regime fascista, mentre suoi membri continuarono la loro attività su autonomi percorsi artistici.

## La città futurista
Una visione della "città futurista", città utopica, città di desiderio, appare già nella prima pagina del Manifesto del futurismo di Marinetti, pubblicato su Le Figaro a Parigi il 20 febbraio 1909:
Il tema della città viene sviluppato molto presto dai futuristi: essa è infatti il luogo privilegiato della modernità che, con la sua forza travolgente, sembra ormai a portata di mano; è il luogo in cui si incarna il futuro, la velocità il movimento. Il paesaggio urbano appare sconquassato dalle luci, dai rumori, che ne moltiplicano i punti di visione. La Città Nuova deve nascere e crescere contemporaneamente alla nuova ideologia del movimento e della macchina, non avendo più nulla della staticità del paesaggio urbano tradizionale.

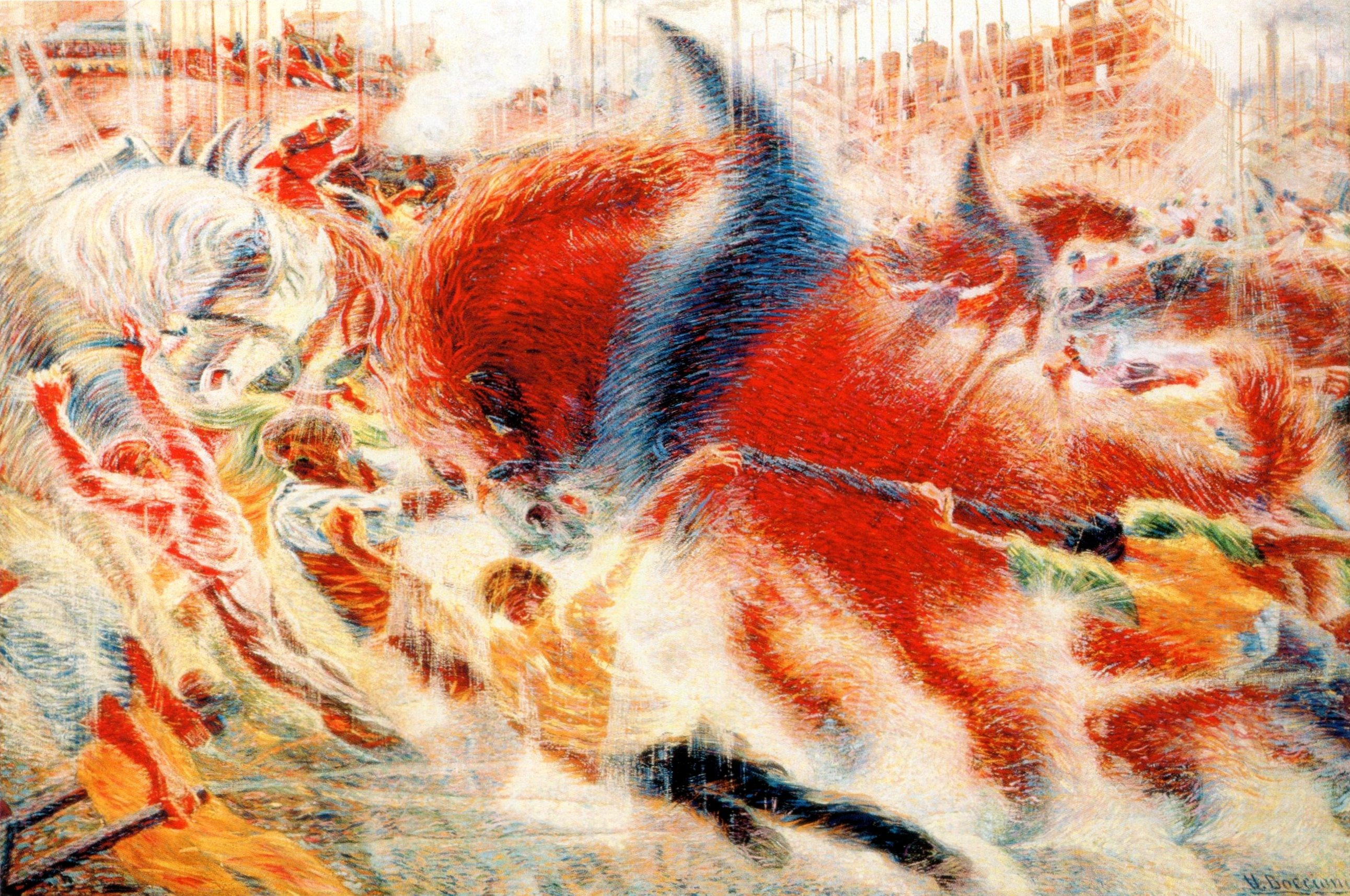
La città che sale

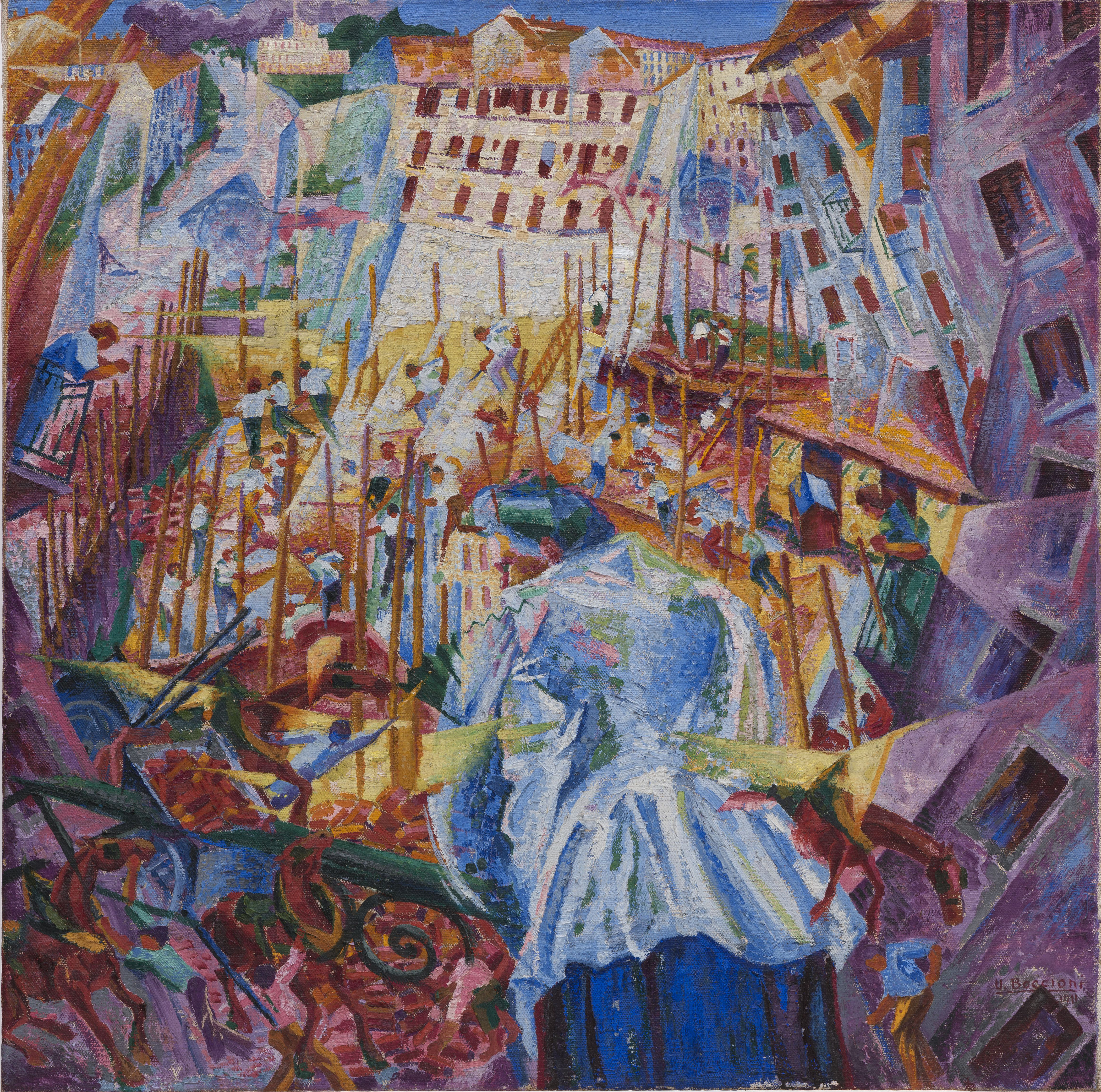
La strada entra nella casa

La visione della città appare violenta in due opere di Umberto Boccioni (autore anche di un Manifesto dell'Architettura futurista) del 1911, La città che sale e La strada entra nella casa: angoli che si intersecano, forme concentriche, piani tagliati, sono l'immagine del vortice della metropoli moderna.
Il senso del movimento e della velocità, contro quello del monumentale e del pesante viene ripreso nel manifesto di Sant'Elia (firmato 11 luglio 1914, pubblicato in Lacerba, 1914):
E la nuova metropoli sorge solo sulle carte lasciate da Sant'Elia: città dalle gigantesche interconnessioni tra un edificio e l'altro, spinti verso l'alto da un ascensionale verticismo. A partire dal 1914 fioriscono le proposte progettuali che si sostituiscono nella visione percettiva e sensitiva dell'inizio.
Al “protorazionalismo" di Chiattone fanno eco le proposizioni immaginative di Balla e ancora di Depero (1916), secondo una concezione più plastico-meccanicista, o di Enrico Prampolini (1913-1914) più tesa alla scomposizione.
Le tavole degli anni trenta di Crali, Rancati, Fiorini, Somenzi e Spiridigliozzi rielaborano i temi santeliani delle stazioni multiuso e multilivello, delle case piramidali, del grattacielo e dell'attenzione al trasporto aereo.
La vicenda di questa proposta urbanistica in Italia vide il tentativo da parte di Marinetti di collegare il futurismo al razionalismo, indicandone il capostipite in Sant'Elia, e di fare del proprio movimento l'arte ufficiale del regime fascista, ma la città futurista non trovò committenza. La mancata realizzazione delle progettazioni santeliane non dipende tanto dall'inesistenza di piante o sezioni degli edifici, ricostruibili dai disegni esistenti, quanto dalla non accettazione di proposte così innovative.
A Sant'Elia va il merito di aver intuito la stretta dipendenza tra problema architettonico e problema urbanistico su cui, pur con linguaggi figurativi diversi, si è impostata la progettazione e la riflessione di tutti i movimenti architettonici moderni. L'interessamento del gruppo olandese De Stijl e di Le Corbusier all'architettura futurista è provato da scambi epistolari e da articoli su riviste europee.
Un futuro per l'architettura futurista può essere scorto nell'opera di Richard Buckminster Fuller, inventore statunitense dedicatosi alla ricerca di soluzioni universalmente fruibili e a basso costo per le questioni dell'abitare e del viaggiare. Fuller viene definito un utopista tecnologico per la fiducia nella tecnologia quale strumento per il benessere dell'intera umanità, nel rispetto del sistema ambientale in cui è inserita.
Le sue progettazioni sviluppano tematiche e intuizioni futuriste quali quelle dell'antidecorativismo, della caducità e transitorietà dell'architettura, del mondo come città collegata dalle comunicazioni aeree, della casa mobile, dei veicoli aerodinamici, del dominio su cielo, terra e mare.
Nella sua produzione è racchiuso uno dei potenziali percorsi evolutivi che avrebbe forse compiuto l'architettura italiana, se non avesse negli anni venti-trenta troncato i legami con gli inizi storici e gli aspetti filosofici del futurismo e con la base nel mondo della tecnologia.
All'avanguardia marinettiana va riconosciuto il merito di aver tentato di rispondere alle esigenze della vita moderna, proponendo una città verosimile e utopica al tempo stesso, poiché in essa convivono l'analisi della realtà contemporanea, caratterizzata dalla crescente industrializzazione e dall'espansione urbana, con il desiderio di una totale ricostruzione artificiale dell'universo.
Relativamente alla figura di Sant'Elia, la cui vita ed attività sono state troncate dalle vicende belliche, si deve dire che la sua eredità è ragguardevole. Sebbene la maggior parte dei suoi progetti non siano mai stati realizzati, la sua visione futurista ha influenzato numerosi architetti e disegnatori: a lui è stata attribuita l'antesignana idea dell'esposizione degli ascensori sulle facciate degli edifici (anziché tenerli relegati "come vermi solitari" nelle trombe delle scale) ed i suoi disegni della Città nuova hanno ispirato il regista Fritz Lang per le architetture inserite nel suo capolavoro cinematografico Metropolis.

## Eredità culturale e influenza contemporanea
L'architettura futurista ha lasciato un'impronta visibile su alcune correnti dell'architettura contemporanea, soprattutto per l'uso espressivo delle forme, l'adozione di materiali innovativi e l’enfasi sul movimento e la velocità. Alcuni elementi si ritrovano, per esempio, nel lavoro di Zaha Hadid, nel decostruttivismo o nei progetti sperimentali di architettura parametrica.